# Chiesa di Sant'Osvaldo Re (Frisanco)
La chiesa di Sant'Osvaldo Re  è un luogo di culto cattolico di Casasola, frazione di Frisanco in provincia di Pordenone e compresa nella diocesi di Concordia-Pordenone, sussidiaria della parrocchiale intitolata alle Sante Fosca e Maura.

## Storia
La chiesa fu edificata nella seconda metà del XVII secolo e intitolata a Osvaldo di Northumbria re, santo invocato a protezione dalla peste. Il santo negli ultimi anni della sua vita fu infatti colpito dal morbo della malattia che stava flagellando il suo regno, pensando di essere prossimo alla morte si preparò con la preghiera, ma guarì, e per questo viene invocato durante i periodi di epidemia. Il paese aveva infatti vissuto il grave periodo di pestilenza del 1620-1630. La chiesa era una curazia edificata per volonta di alcuni cappellani locali della famiglia Rosa.
Nel secolo successivo l'aula fu ampliata e fu posto nel 1718 l'altare dedicato al santo inglese, il solo presente nel XVIII secolo.
Nel XIX secolo la chiesa fu nuovamente modificata con la realizzazione degli altari laterali.

## Descrizione

### Esterno
L'esterno della chiesa, preceduta da un piccolo sagrato con pavimentazione in pietra locale, si presenta in bugnato anch'esso di pietra proveniente direttamente dal territorio. La facciata ha un unico portale d'ingresso ligneo con contorno in pietra bianca. Una finestra rettangolare è posta nella parte superiore, che dà luce all'interno dell'aula. La facciata termina con un timpano sporgente avente un piccolo oculo al centro.

### Interno
L'interno a unica navata di piccole dimensioni,  ha due altari per lato realizzati nel rifacimento del XIX secolo, mentre il presbiterio a pianta quadrata, è leggermente più stretto della navata, rialzato e delimitato da una balaustra. L'altare è ornato da un pala raffigurante sant'Osvaldo Re.

### Campanile
La torre campanaria è posta a fianco della chiesa, sul lato sinistro, anch'essa in bugnato di pietra grigia locale terminante con le bifore della cella campanaria e la copertura in coppi rossi.